# 拉塞尔 (阿韦龙省)
拉塞尔（法語：La Serre，法語發音：[la sɛʁ]）是法国阿韦龙省的一个市镇，属于米约区。

## 地理
拉塞尔（43°53'6"N, 2°40'55"E）面积18.52 平方千米，位于法国奧克西塔尼大區阿韦龙省，该省份为法国南部内陆省份，位于法國中央高原南部，北起顺时针与康塔爾省、洛泽尔省、加尔省、埃罗省、塔恩省、塔恩-加龙省和洛特省接壤。
与拉塞尔接壤的市镇（或旧市镇、城区）包括：孔布雷、马尔特兰、圣瑞埃里、朗斯河畔圣塞尔南。

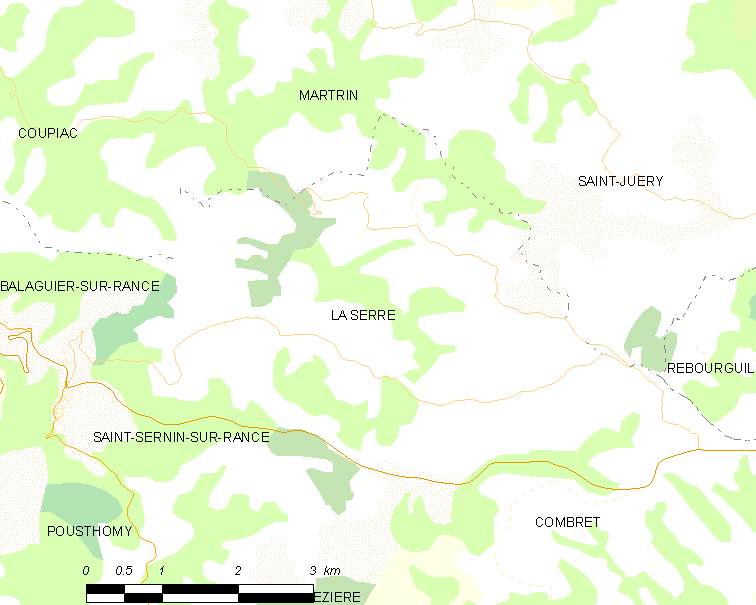
的OSM定位图

拉塞尔的时区为UTC+01:00、UTC+02:00（夏令时）。

## 行政
拉塞尔的邮政编码为12380，INSEE市镇编码为12269。

## 政治
拉塞尔所属的省级选区为科斯-鲁日耶县。

## 人口

1962-2008年间人口变化图示

拉塞尔于2022年1月1日时的人口数量为127人。